# Prioniturus
A motmotpapagáj (Prioniturus) a madarak osztályának papagájalakúak (Psittaciformes) rendjébe, a szakállaspapagáj-félék (Psittaculidae) családjába és a szakállaspapagáj-formák (Psittaculinae) alcsaládjába tartozó nem.

## Előfordulásuk
A Fülöp-szigeteken és Indonézia szigetein honosak.

## Megjelenésük
Közös jellemzőjük a zöld színű tollazat, két középső farktoll gerincéről hiányzik a zászló, ellenben a legvégén újra megjelenik, s ettől a két középső, hosszú farktoll olyan, mint egy-egy nyílvessző. Testhosszuk 28-36 centiméter. A nemek eltérnek egymástól.

## Rendszerezés
A nembe az alábbi 9 faj tartozik.
- Kékfejű motmotpapagáj (Prioniturus discurus)
- Sárgabegyű motmotpapagáj (Prioniturus flavicans)
- Zöld motmotpapagáj (Prioniturus luconensis)
- Buru-szigeti motmotpapagáj (Prioniturus mada)
- Mindorói motmotpapagáj (Prioniturus mindorensis)
- Hegyi motmotpapagáj (Prioniturus montanus)
- Zászlósfarkú motmotpapagáj (Prioniturus platurus)
- Mindanaói motmotpapagáj (Prioniturus waterstradti)
- Palawani motmotpapagáj (Prioniturus platenae)
- Sulu-szigeteki motmotpapagáj (Prioniturus verticalis)